# 陣幕嘉七
陣幕 嘉七（じんまく かしち、1885年（明治18年）2月4日（5月18日説あり） - 1938年（昭和13年）6月21日）は兵庫県加東郡杜村（現・加東市）出身の大相撲力士。本名は西村嘉七。大阪相撲で活躍し最高位は大関。

## 略歴
八陣調五郎の12代小野川に入門し、濱ヶ崎 国吉（国五郎）を名乗り1905年（明治38年）1月序二段が初見。1908年（明治41年）6月十両。1910年（明治43年）6月番付発表後に大門 仁王太夫と改名。1911年（明治44年）2月入幕。1914年（大正3年）5月関脇に登った。
184cm117kgは当時としては四股名に恥じない大型力士。左四つ吊り寄りを得意とし両廻しを引けば強みを発揮した。1917年（大正6年）1月場所7日目に12代陣幕 嘉七を襲名。翌5月大関となる。
大関を6場所務めて1920年（大正9年）5月関脇に下がり1922年（大正11年）5月限りで引退し頭取（年寄）専務となった。引退後は陣幕部屋を起こし弟子を育成、東西合併後も勝負検査役を務めた。1938年（昭和13年）6月21日52歳で死去。
実弟は濱碇大五郎と名乗って大阪で幕内を務め（大正3年1月入幕、最高位前頭4枚目）のち東京に移って神力大五郎の名で十両筆頭（大正8年1月）まで昇進した。
幕内21場所　82勝64敗7分11預